# Аббасова, Севиндж Вагиф кызы
Севиндж Вагифгызы или Севиндж Вагиф гызы Аббасова (азерб. Sevinc Vaqifqızı Abbasova: Пустой шаблон {{ВД-Преамбула}} ) — азербайджанская репортёр, журналистка; Она работала в независимых СМИ более 15 лет. С 2022 года является главным редактором независимой медиаплатформы «Abzas Media».

## Ранние годы
Севиндж Вагиф кызы Аббасова родилась 5 июля 1989 года в Физулинском районе. После оккупации Физулинского района во время Первой Карабахской войны в августе 1993 года она начала жить как беженец со своей семьёй. В 1995–2006 годах училась в средней школе № 297 имени Э. Алиева Бинагадинского района, а в 2006–2010 годах училась на факультете журналистики Бакинского государственного университета.

## Журналистская деятельность
Севиндж Вагифкызы  начала работать журналистом еще в студенческие годы. В 2009-2013 годах Севиндж Вагифккызы  работала в газете «Bizim Yol» (Наша Дорога), в 2012-2013 годах - в газете «Azadlıq» (Свобода), а в 2013 году начала работать видеорепортером на Meydan TV.
В ночь на 20 сентября 2015 года Севиндж Вагифгызы вместе с журналистами Айтен Фархадовой и Изольдой Агаевой были задержаны полицией в аэропорту и доставлены в Главное Управление по Борьбе с Организованной Преступностью МВД. Его неоднократно допрашивали в Следственном Управлении по Тяжким Преступлениям в рамках уголовного дела, возбужденного против Meydan TV. Преследование журналистов со стороны правительства Азербайджана тогда подверглось критике со стороны Human Rights Watch (HRW). Несмотря на допрос в качестве свидетеля по уголовному делу, в 2015-2019 годах ему запретили выезд из Азербайджана.
В 2018 году на Севиндж Вагифгызы подали в суд за материалы, разоблачающие схему фальсификации на президентских выборах.
Севиндж Вагифгызы была задержана полицией во время своей профессиональной деятельности в январе 2019 года и освобожден после более чем 10-часового содержания под стражей в 24-м отделе полиции Низаминского районного управления полиции.
11 февраля 2020 года проходила сидячая забастовка группы кандидатов в депутаты и общественных активистов, протестующих против результатов парламентских выборов. Акция было разогнано полицией, применившей силу перед административным зданием ЦИК. Севиндж Вагифгызы, занимавшаяся своей профессиональной деятельностью, была задержана полицией и получила ранения в руку и лицо. В интервью для «Голоса Америки» Севиндж Вагифгызы рассказала о произошедшем: «Полицейские схватили меня сзади и бросили в автобус специального полицейского полка. В автобусе они использовали очень грубые слова, оскорбляли каждого из нас, даже оскорбили наших родителей. Потом они потребовали мой телефон... Я им сказала, что мои вещи остались в машине, и чтобы они поискали в моих карманах. Один из них начал кричать "дайте мне телефон". Потом он схватил меня за руку и выкрутил. Он крутил и удерживал мою руку пять минут. Затем подошел другой милиционер и ударил меня кулаком по глазу. Продержав нас в автобусе 20 минут, они отпустили нас в Баилово». Севиндж Вагифгызы также заявила, что, когда она пришла в больницу на медицинское обследование после инцидента, полиция не позволила врачам предоставить ей результаты рентгенографии. Севиндж Вагифгызы обратилась в Генеральную прокуратуру с просьбой установить и наказать виновных в этом инциденте. «Репортёры без границ» решительно осудили инцидент и заявили, что правительство Азербайджана уничтожило плюрализм.
14 мая 2020 года Европейский суд по правам человека (ЕСПЧ) признал запрет на выезд Севинджа Вагифгызы из Азербайджана бал незаконным. На момент направления данного заявления азербайджанская сторона признала предполагаемые нарушения (статья 4 (свобода передвижения) Протокола № 2 и статья 13 Конвенции). В результате азербайджанская сторона выразила готовность выплатить заявителю компенсацию в размере 5 тысяч евро и попросила ЕСПЧ исключить дело из списка. ЕСПЧ посчитал заявление азербайджанской стороны обоснованным и постановил исключить заявление из списка дел, подлежащих рассмотрению. По этому делу азербайджанская сторона выплатила журналисту компенсацию в размере 5 тысяч евро.
Она проводила журналистские расследования совместно с Центр по исследованию коррупции и организованной преступности (OCCRP).
Севиндж Вагифгызы является главным редактором «Abzas Media» с сентября 2022 года. «Abzas Media» - независимая медиа-платформа, известная расследованиями бизнеса государственных чиновников в Азербайджане, включая предполагаемые случаи коррупции при восстановительных работах в Карабахе с 2020 года. В течение 2022-2023 годов «Abzas Media» провела исследование членов семьи президента Азербайджана Ильхама Алиева, министра иностранных дел Джейхуна Байрамова, руководителя Службы безопасности президента Бейляра Эйюбова, руководителя Службы государственной безопасности Али Нагиева, в том числе опубликованы материалы о тендерах, связанных с Фондом Гейдара Алиева и PASHA Holding. Также в серии «Нераскрытые преступления» фигурируют бывший начальник метро Таги Ахмедов, бывший ректор Бакинского Славянского Университета Нурлана Алиева, бывший командующий 1-го армейского корпуса Хикмет Гасанов, бывший мэр Баку Гаджибала Абуталыбов, бывший депутат Эльмира Ахундова, бывший министр экологии и природных ресурсов Гусейнгулу Багиров и нынешний министр финансов Самир Шарифов также были переданы исследовательские материалы о нерасследованных преступлениях.

## Арест
20 ноября 2023 года генеральный директор «Abzas Media» Ульви Гасанлы был задержан возле своего дома, когда направлялся в аэропорт для поездки за границу. Гасанлы был доставлен в Бакинское Городское Управление Полиции, где прошли обыски как у него дома, так и в офисе «Abzas Media». По словам Зибейды Садыговой, защищающей права Гасанлы, в ходе 5-часового обыска в офисе полиция якобы обнаружила 40 тысяч евро. «Abzas Media» отвергла эти обвинения, назвав их «сценарием, созданным для поддержки обвинений Ульви Гасанлы». Гасанлы утверждал, что вопросы, заданные ему в полиции, касались расследований, проводимых «Abzas Media». В результате Ульви Гасанлы был арестован и обвинен в «контрабанде».
В ночь с 20 на 21 ноября главный редактор «Abzas Media» Севиндж Вагифгызы вернулась в Азербайджан из Стамбула, зная, что её арестуют. Её задержали полицейские в международном аэропорту Гейдар Алиев. В этот же день в её квартире прошел обыск. Адвокат Эльчин Садыгов, защищавший права Севиндж Вагифгызы, заявил, что при обыске никаких противозаконных предметов не обнаружили. Однако против неё возбудили уголовное дело по статье 206.3.2 УК (контрабанда – совершенная группой лиц по предварительному сговору). 21 ноября Севиндж Вагифгызы была приговорена Хатаинским районным судом к 3 месяцам и 29 суткам предварительного заключения.
Международные организации по правам человека, такие как Amnesty International, Human Rights Watch (HRW), «Репортеры без границ» (RSF), Комитет защиты журналистов (CPJ), Европейская федерация журналистов, Норвежский Хельсинкский комитет, Руководящий комитет Форума гражданского общества Восточного партнёрства и Freedom Now,  а также Государственный департамент США осудили арест Севинджа Вагифгызы. Они призвали власти Азербайджана немедленно её освободить.